# Maestro de Hoogstraten

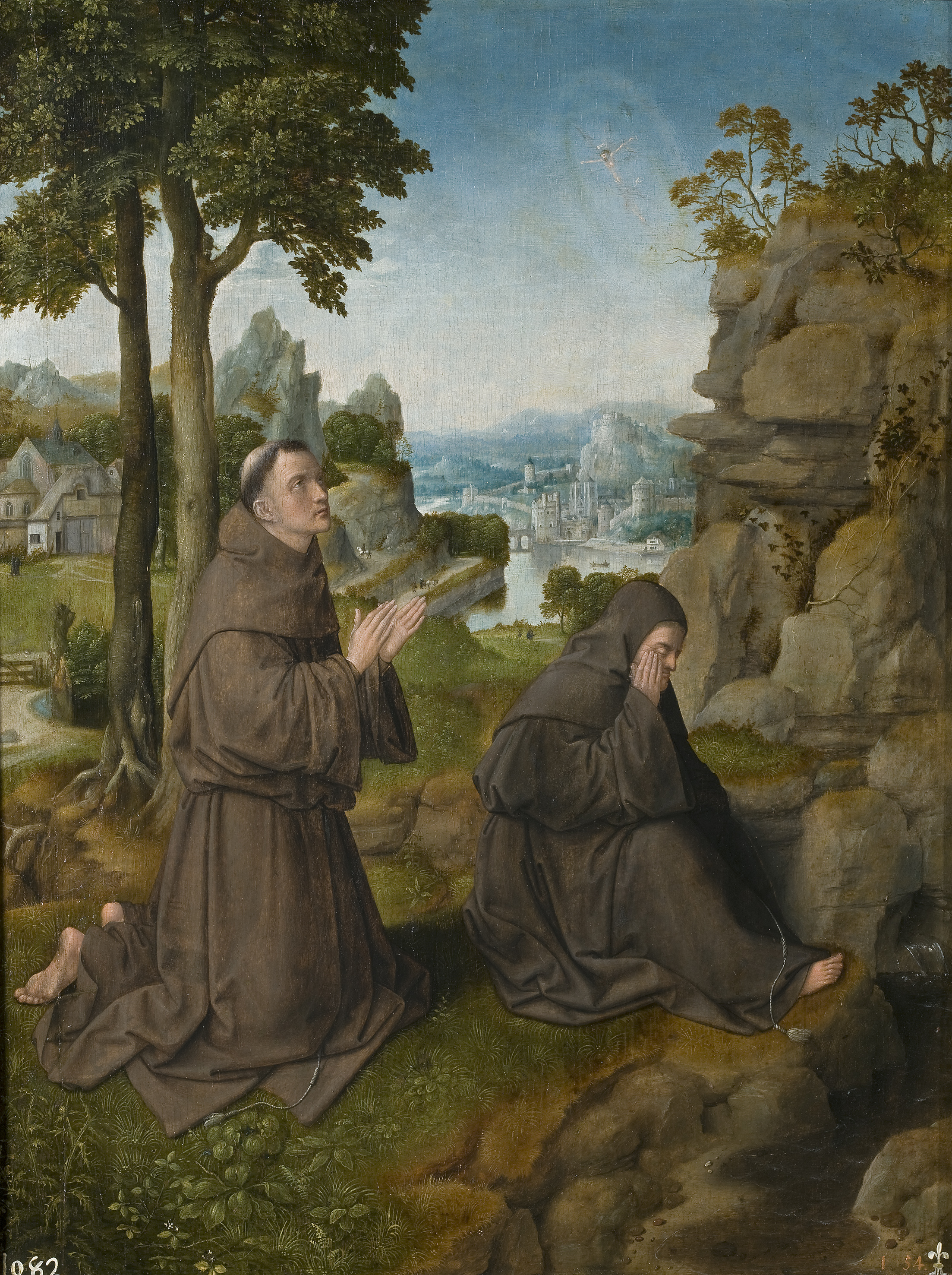
San Francisco de Asís recibiendo los estigmas, óleo sobre tabla, 47 x 36 cm, Madrid, Museo del Prado. Copia libre a partir de un original de Jan van Eyck atribuido a Joachim Patinir en el y al Maestro de Hoogstraeten por Max Friedländer.

Maestro de Hoogstraeten o Hoogstraten (fl. 1490–1510) es el nombre convencional por el que se conoce a un pintor activo en Amberes en torno a 1500. 
Posiblemente formado en Brujas y en el entorno de Gerard David, debe su nombre al primitivo altar mayor de la iglesia de Santa Catalina de Hoogstraten dedicado a los Siete dolores de María, del que se conservan siete tablas en el Koninklijk Museum voor Schone Kunsten de Amberes, donde estaban atribuidas a un llamado Gerard van der Meire, pintor inexistente. En ellas se representan la Circuncisión y Jesús entre los doctores en tablas estrechas, y Jesús con la cruz a cuestas —con la Huida a Egipto en las lejanías de la misma tabla— el Calvario y el Santo entierro en las tablas mayores, además de la Mater Dolorosa y la donante, identificada como Oda Stecke, acogida a la protección de santa Oda de Brabante —a la que se identifica por una urraca sobre la espada—, como puertas exteriores del desmembrado políptico. 
Observando la diversidad de influencias, Max Friedländer definió en 1903 la personalidad de este maestro, a caballo entre Brujas, donde se formó, y Amberes, a donde se habría trasladado para establecerse, a la vez que completó el corpus de obras atribuidas. Entre estas la tabla con San Francisco de Asís recibiendo los estigmas del Museo del Prado, donde en el momento de su ingreso, en 1843, se atribuyó a Joachim Patinir, a causa del paisaje, atribución que conservó hasta la década de 1920 cuando se advirtió que se trataba de una copia con variantes del cuadro de igual asunto de Jan van Eyck conservado en la Galleria Sabauda de Turín. La dendrocronología indica, por otra parte, que la tabla no pudo ser empleada antes de 1504, lo que, al tiempo que distancia su pintura del taller de Van Eyck, la aproxima a la producción avanzada de Hoogstraeten. Se le atribuye también un tríptico con la Adoración de los Reyes conservado en el Museum Mayer van den Bergh, con rasgos de la escuela manierista de Amberes que aproximan su obra, en una etapa avanzada, a la de Quentin Massys.